# Liste der Bodendenkmäler in Marktleuthen
Auf dieser Seite sind die Bodendenkmäler in der oberfränkischen Stadt Marktleuthen zusammengestellt. Diese Tabelle ist eine Teilliste der Liste der Bodendenkmäler in Bayern. Grundlage ist die Bayerische Denkmalliste, die auf Basis des Bayerischen Denkmalschutzgesetzes vom 1. Oktober 1973 erstmals erstellt wurde und seither durch das Bayerische Landesamt für Denkmalpflege geführt wird. Die folgenden Angaben ersetzen nicht die rechtsverbindliche Auskunft der Denkmalschutzbehörde.

## Bodendenkmäler der Gemeinde

### Bodendenkmäler in der Gemarkung Dürnberg
| Lage                | Objekt                         | Akten-Nr.     | Bild |
| ------------------- | ------------------------------ | ------------- | ---- |
| Dürnberg (Standort) | Bergbauareal des Mittelalters. | D-4-5837-0045 |      |

### Bodendenkmäler in der Gemarkung Großwendern
| Lage                   | Objekt                                                        | Akten-Nr.     | Bild           |
| ---------------------- | ------------------------------------------------------------- | ------------- | -------------- |
| Großwendern (Standort) | Burgstall des Mittelalters. Siehe auch: Burgstall Großwendern | D-4-5838-0009 | weitere Bilder |

### Bodendenkmäler in der Gemarkung Marktleuthen
| Lage                    | Objekt | Akten-Nr.     | Bild |
| ----------------------- | --- | ------------- | ---- |
| Marktleuthen (Standort) | Turmhügel des Mittelalters. Siehe auch: Turmhügel Der Tempel                                                      | D-4-5837-0005 |      |
| Marktleuthen (Standort) | Untertägige Bauteile der spätmittelalterlichen bis frühneuzeitlichen Kirche.                                      | D-4-5837-0022 |      |
| Marktleuthen (Standort) | Befunde des Mittelalters und der frühen Neuzeit im Bereich des spätmittelalterlichen Marktortes von Marktleuthen. | D-4-5837-0023 |      |
| Marktleuthen (Standort) | Befunde im Bereich der ehemalige spätmittelalterlichen Marktbefestigung von Marktleuthen.                         | D-4-5837-0068 |      |

### Bodendenkmäler in der Gemarkung Schwarzenhammer
| Lage                       | Objekt                                                                             | Akten-Nr.     | Bild |
| -------------------------- | ---------------------------------------------------------------------------------- | ------------- | ---- |
| Schwarzenhammer (Standort) | Archäologische Befunde im Bereich eines ehemaligen neuzeitlichen Jagdschlösschens. | D-4-5838-0017 |      |
| Schwarzenhammer (Standort) | Siedlung vor- und frühgeschichtlicher Zeitstellung.                                | D-4-5838-0020 |      |